# Hincksina longispinosa
Hincksina longispinosa är en mossdjursart som beskrevs av Harmelin och Jean-Loup d'Hondt 1992. Hincksina longispinosa ingår i släktet Hincksina och familjen Flustridae. Inga underarter finns listade i Catalogue of Life.